# Svjetsko prvenstvo u reliju 2023.
Svjetsko prvenstvo u reliju 2023.

## Kalendar
| Utrka | Datum         | Datum         | Utrka               | Servisni centar           | Detalji reli utrke | Detalji reli utrke | Detalji reli utrke | Detalji reli utrke |
| Utrka | Start         | Cilj          | Utrka               | Servisni centar           | Podloga            | Brzinci            | Distanca           |                    |
| ----- | ------------- | ------------- | ------------------- | ------------------------- | ------------------ | ------------------ | ------------------ | ------------------ |
| 1.    | 19. siječnja  | 22. siječnja  | Reli Monte Carlo    | Monte Carlo, Monako       | Asfalt/snijeg      | 18                 | 325.02 km          |                    |
| 2.    | 9. veljače    | 12. veljače   | Reli Švedska        | Umeå, Västerbotten County | Snijeg             | 18                 | 301.18 km          |                    |
| 3.    | 16. ožujka    | 19. ožujka    | Reli Meksiko        | León, Guanajuato          | Makadam            | 23                 | 315.69 km          |                    |
| 4.    | 20. travnja   | 23. travnja   | Reli Hrvatska       | Zagreb                    | Asfalt             | 20                 | 301.26 km          |                    |
| 5.    | 11. svibnja   | 14. svibnja   | Reli Portugal       | Matosinhos, Porto         | Makadam            | 19                 | 329.06 km          |                    |
| 6.    | 1. lipnja     | 4. lipnja     | Reli Sardinija      | Olbia, Sardinija          | Makadam            | 19                 | 322.88 km          |                    |
| 7.    | 22. lipnja    | 25. lipnja    | Reli Kenija         | Naivasha                  | Makadam            | 19                 | 355.92 km          |                    |
| 8.    | 20. srpnja    | 23. srpnja    | Reli Estonija       | Tartu                     | Makadam            | 21                 | 300.41 km          |                    |
| 9.    | 3. kolovoza   | 6. kolovoza   | Reli Finska         | Jyväskylä                 | Makadam            | 22                 | 320.56 km          |                    |
| 10.   | 7. rujna      | 10. rujna     | Reli Grčka          | Lamia                     | Makadam            | 15                 | 270.89 km          |                    |
| 11.   | 28. rujna     | 1. listopada  | Reli Čile           | Concepción, Biobío        | Makadam            | 16                 | 321.06 km          |                    |
| 12.   | 26. listopada | 29. listopada | Reli Srednja Europa | Passau, Bavarska          | Asfalt             | 18                 | 310.01 km          |                    |
| 13.   | 16. studenog  | 19. studenog  | Reli Japan          | Toyota, Aichi             | Asfalt             | 22                 | 304.66 km          |                    |